# Euphorbia korshinskyi
Euphorbia korshinskyi là một loài thực vật có hoa trong họ Đại kích. Loài này được Geltman mô tả khoa học đầu tiên năm 1996.